# 天喜寺
天喜寺（てんきじ）は、岐阜県大垣市上石津町にある臨済宗妙心寺派の寺院である。山号は瑞巖山。
本尊は観世音菩薩
西美濃三十三霊場第五札場。

## 沿革
寺伝によれば、1057年（天喜5年）、天台宗天台の僧玄良が隠栖の地として、源頼義の協力で創建する。寺院の名はこの時の元号より。
1366年（貞治5年）、雙桂定巖禅師により臨済宗に改宗する。

## 文化財
- 絹本著色釈迦三尊図及び涅槃図　（県重要文化財）[1]
- 絹本著色涅槃図　（県重要文化財）[2]
- 木造雙桂定厳和尚坐像　（県重要文化財）[3]
- 木造彩色地蔵菩薩坐像　（市重要文化財）[4][5]
- 木造薬師如来坐像　（市重要文化財）[4][5]

- 円空仏が1体ある。

## 交通アクセス
- 東海道本線、養老鉄道養老線大垣駅（大垣駅前バスのりば）4番のりば、大垣多良線「多良・時」行き「川東」バス停より徒歩10分。
- 東海道本線関ケ原駅より、関ヶ原多良線「多良・時」行き「川東」バス停より徒歩10分。